# 頭戴式顯示器

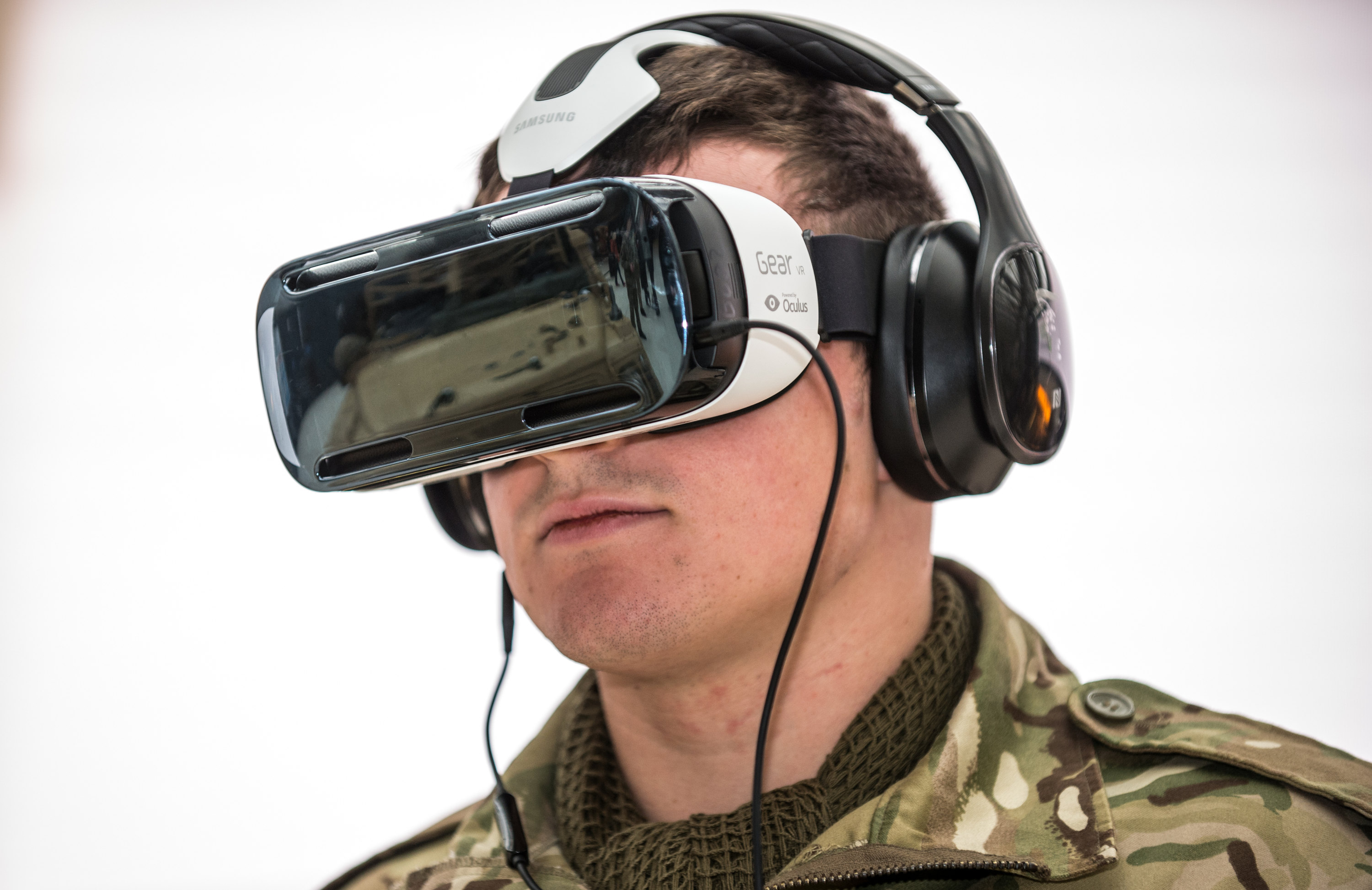
英國軍隊示範使用頭戴式顯示器

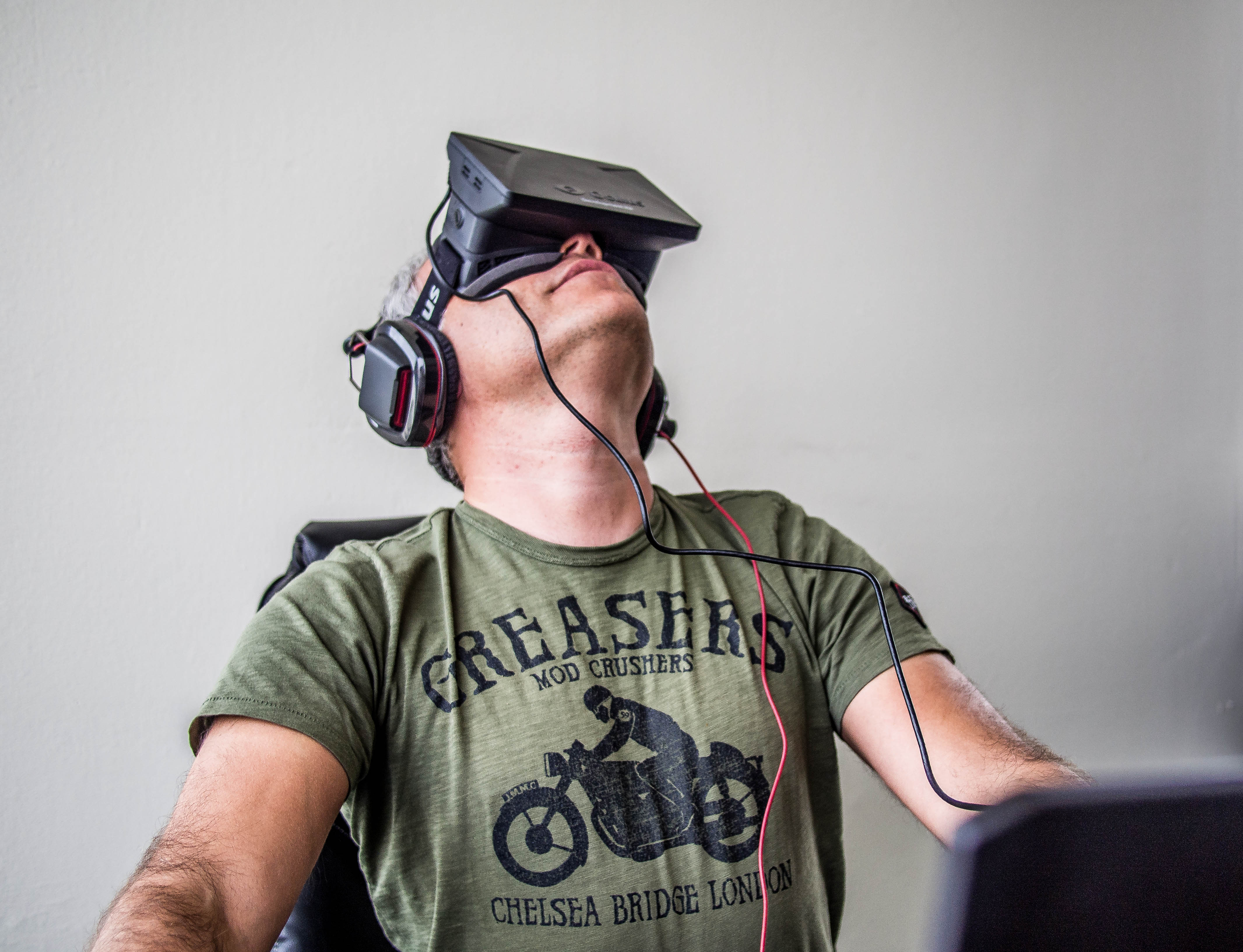
使用中的頭戴式顯示器

頭戴顯示裝置（英語：Head-mounted display，英語簡稱：HMD），是一種可戴在頭上的顯示器。

## 概要
頭戴顯示裝置的外型通常是眼罩或頭盔的形式，把顯示屏貼近用戶的眼睛，通過光路調整焦距以在近距離中對眼睛投射畫面。頭戴式顯示器能以比普通顯示器小的多的體積產生一個廣視角的畫面，通常視角都會超過90度。
因為對應左右眼的顯示屏通常是完全獨立的兩個顯示屏，所以頭戴顯示器一般都支持立體影像的播放。頭戴式顯示器通常可以接受交換幀、左右並排、上下並排、雙通道DVI的信號，最新的頭戴式顯示器可以接受HDMI 1.4的3D封裝格式。
頭戴式顯示器分為可透光和不可透光兩種，可透光式頭戴顯示器除了可以用於顯示畫面，還可以讓用戶看到顯示屏之後的圖像。這種特性往往被用於增強現實的應用程式的開發。頭戴式顯示器也是第一視角遙遠控制無人機的重要配備。
頭戴式顯示器往往被用作可穿戴式電腦的一個外設。
頭戴式顯示器上常常也安裝有陀螺儀和位置跟踪裝置，這樣虛擬現實軟件就可以追踪用戶的視角和位置來改變三維場景的視點。
頭戴式顯示器在1980年代之前就已經出現並用於政府和軍方，在2001年美軍開始測試單兵使用的頭戴式顯示器，但是直到2012年，仍然只有為數不多的製造商為消費者提供家用的頭戴式顯示器。從1980年代開始，頭戴式顯示器的體積和重量在縮小，顯示效果也在提高。最新的家用頭戴已經可以顯示1920 x 1080的全高清的3D畫面。

## 外部鏈接
维基共享资源上的相關多媒體資源：頭戴式顯示器